# Monanthotaxis glaucocarpa
Monanthotaxis glaucocarpa (Baill.) Verdc. – gatunek rośliny z rodziny flaszowcowatych (Annonaceae Juss.). Występuje endemicznie na Madagaskarze. 

## Morfologia
PokrójZimozielony krzew dorastający do 3 m wysokości. Kora ma czarniawą barwę.
LiścieMają owalny kształt. Mierzą 6–9 cm długości oraz 3–4,5 cm szerokości. Nasada liścia jest od zaokrąglonej do prawie sercowatej. Blaszka liściowa jest o spiczastym wierzchołku. Ogonek liściowy jest nagi i dorasta do 2 mm długości.
OwocePojedyncze mają podłużny kształt, zebrane po 10–12 w owoc zbiorowy. Są osadzone na szypułkach. Osiągają 20–35 mm długości i 10 mm szerokości.